# Beth Dobbin
Beth Dobbin (* 7. Juni 1994 in Doncaster) ist eine britische Sprinterin, die sich auf den 200-Meter-Lauf spezialisiert hat und Inhaberin des schottischen Rekordes über 200 Meter ist.

## Sportliche Laufbahn
Erste internationale Erfahrungen sammelte Beth Dobbin 2018 bei den Europameisterschaften in Berlin, bei denen sie über 200 Meter bis in das Finale gelangte, in dem sie in 22,93 s den siebten Platz belegte. Im Jahr darauf qualifizierte sie sich für die Weltmeisterschaften in Doha, bei denen sie mit 23,11 s im Halbfinale ausschied. 2021 nahm sie an den Olympischen Spielen in Tokio teil und erreichte dort das Halbfinale über 200 Meter, in dem sie mit 22,85 s ausschied. Im Jahr darauf siegte sie in 23,04 s beim Memoriál Josefa Odložila und wurde anschließend bei den Bislett Games in Oslo in 23,01 s Zweite. Im Juli schied sie dann bei den Weltmeisterschaften in Eugene mit 23,04 s in der ersten Runde über 200 Meter aus, ehe sie bei den Commonwealth Games in Birmingham in 23,40 s den achten Platz belegte. Zudem gewann sie dort in 3:30,15 min die Bronzemedaille mit der schottischen 4-mal-400-Meter-Staffel gemeinsam mit Zoey Clark, Jill Cherry und Nicole Yeargin und musste sich damit den Teams aus Kanada und Jamaika geschlagen geben. 
2018 wurde Dobbin britische Meisterin im 200-Meter-Lauf. Sie ist die Tochter des ehemaligen schottischen Fußballspielers Jim Dobbin.

## Persönliche Bestzeiten
- 100 Meter: 11,51 s (−0,3 m/s), 3. August 2019 in Birmingham
  - 60 Meter (Halle): 7,60 s, 29. Januar 2017 in Lee Valley
- 200 Meter: 22,50 s (+1,1 m/s), 20. Juli 2019 in London
  - 200 Meter (Halle): 24,08 s, 22. Februar 2015 in Sheffield